# Theodor-Storm-Gesellschaft
Die Theodor-Storm-Gesellschaft e.V. ist eine literarische Vereinigung, die ein zeitgemäßes Bild des Dichters Theodor Storm vermitteln und sein literarisches Werk lebendig halten will. Als Publikationsorgan werden seit 1952 die Schriften der Theodor-Storm-Gesellschaft herausgegeben.

## Geschichte
Die Theodor-Storm-Gesellschaft wurde 1948 gegründet. Sie besteht aus ca. 1200 Mitgliedern aus ca. 20 Ländern.
2016 bekam die Gesellschaft den Hartmut-Vogel-Preis für Literaturvermittlung der Arbeitsgemeinschaft Literarischer Gesellschaften und Gedenkstätten (ALG) verliehen.

## Organisation
Präsident ist seit September 2015 Philipp Theisohn, Vizepräsident Dieter Lohmeier, Christian Demandt ist Sekretär und Leiter des Storm-Zentrums. Weitere Vorstandsmitglieder sind Gideon Haut (Leiter des Literaturmuseums Theodor Storm in Heilbad Heiligenstadt), Malte Stein, Valérie Leyh, Uwe Schmitz (Bürgermeister von Husum) und Roman Mulke (Rechnungsführer).
Sitz der Gesellschaft ist das Theodor-Storm-Haus in Husum. Die Storm-Gesellschaft ist Mitglied der Arbeitsgemeinschaft Literarischer Gesellschaften und Gedenkstätten.

### Präsidenten
- 1948–1969: Heinrich Clasen
- 1969–1991: Christoph Bernhard Schücking (1991–2004 Ehrenpräsident)
- 1991–2003: Karl Ernst Laage (2003–2017 Ehrenpräsident)
- 2003–2015: Heinrich Detering
- seit 2015: Philipp Theisohn

### Sekretäre der Theodor-Storm-Gesellschaft
- 1948–1949: Max Cornils Mangels
- 1950–1966: Carl Laage
- 1966–1991: Karl Ernst Laage
- 1991–2011: Gerd Eversberg
- seit 2011: Christian Demandt

## Tätigkeiten

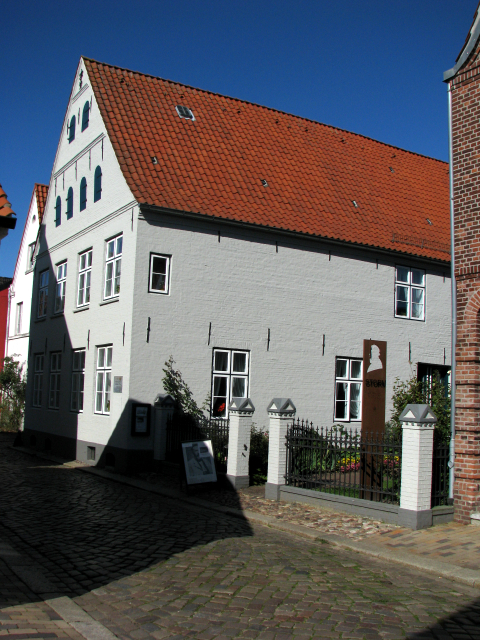
Theodor-Storm-Haus in der Husumer Wasserreihe

### Storm-Museum
In der Husumer Wasserreihe 31, dem Haus, das der Dichter von 1866 bis 1880 bewohnte, wird das Storm-Museum unterhalten. Es ist ein altes Husumer Kaufmannshaus mit 14 Zimmern und stammt aus dem Jahre 1730. Das Treppenhaus, die Flure, Decken und Türen sind original aus dieser Zeit bzw. aus der Stormzeit erhalten.
Zu den besonders beeindruckenden Exponaten gehören das Biedermeier-Sofa mit eingeritzter Hirschjagd, das Tafelklavier (das Storms Vater dem Sohn 1857 nach Heiligenstadt liefern ließ) sowie der Schreibtisch, an dem der Dichter seine Novelle Der Schimmelreiter vollendete, mit vier Eulen, die der junge Emil Nolde (1867–1956) schnitzte.

### Storm-Zentrum
Seit 2006 verbindet das Storm-Zentrum das Museum im Storm-Haus mit der Forschungsbibliothek und dem Storm-Archiv. Ein Schwerpunkt des Archivs ist die Handschriftensammlung, die Entwürfe, Manuskripte und Briefe sowie weitere Familiendokumente umfasst. Die Forschungsbibliothek umfasst mehr als 6.000 Bände an Veröffentlichungen von und über Storm. Das Bildarchiv zählt rund 10.000 Bilder, darunter auch Originale. Eine Sammlung von Schallplatten, Tonkassetten und Videobändern ergänzt den Bestand.

### Storm-Tagung
Einmal jährlich, meist zum Zeitpunkt um Theodor Storms Geburtstag am 14. September herum, findet die Storm-Tagung in Husum statt. 2022 fand diese vom 9. bis 11. September statt, in Kooperation mit der Ferdinand-Tönnies-Gesellschaft.

### Theodor-Storm-Preis der Stadt Husum
In Zusammenarbeit mit der Stadt Husum wird alle vier Jahre der mit 8200 Euro dotierte Theodor-Storm-Preis demjenigen zuerkannt, dessen Werk die großen Leistungen Theodor Storms als Künstler, als „poetischer Realist“ in besonderen Maße, gewürdigt hat. Die bisherigen Preisträger waren: David Jackson (1998), Gisela Mott-Dreizler und Reinhard Scheuble (2002), Malte Stein (2006), Christian Demandt und Jochen Missfeldt (2010), Tilmann Spreckelsen (2014) und Frank Düwel (2018). Die letzte Verleihung erfolgte im Jahr 2022 an Regina Fasold.

### Storm-Schreiber-Stipendium
Das Storm-Schreiber-Stipendium ist mit 5000 Euro dotiert und umfasst neben der Fördersumme einen vierwöchigen Aufenthalt im September in einer großzügigen 4-Sterne-Ferienwohnung auf dem Dreiseithof der Stifterin Annemarie Hansen in Husum-Rödemis, fußläufig zur Storm-Landschaft der Südermarsch gelegen.
Verpflichtungen gibt es nur wenige: Hierzu gehören eine Lesung auf der Storm-Tagung im September und eine Lesung in der Schule. Mit der Vergabe des Stipendiums an einen Autor der deutschsprachigen Gegenwartsliteratur ist die Hoffnung verbunden, dass die Begegnung mit Storms Landschaft eine literarisch produktive Begegnung werden könne. Bisherige Stipendiaten sind Marion Poschmann (2019), Christiane Neudecker (2021) und Felicitas Hoppe (2023).

### Schriften der Theodor-Storm-Gesellschaft
Seit 1952 erscheinen im Boyens Buchverlag einmal jährlich die Schriften der Theodor-Storm-Gesellschaft, das Publikationsorgan der Storm-Forschung.

### Storm-Briefwechsel
Seit 1969 erscheinen in Zusammenarbeit mit dem Erich Schmidt Verlag verschiedene Briefwechsel.

### Husumer Beiträge zur Storm-Forschung
Seit 1999 werden diese Publikationen zur Storm-Forschung zusammen mit dem Erich Schmidt Verlag herausgegeben. Bisher sind zwölf Bände erschienen.

### Editionen aus dem Storm-Haus
Die im Boyens Buchverlag erschienenen Editionen aus dem Storm-Haus bieten Einzelausgaben zu Werken wie Der Schimmelreiter oder Pole Poppenspäler.

## Veröffentlichungen (Auswahl)
- Karl Ernst Laage, Dieter Lohmeier (Hrsg.): Theodor Storms sämtliche Werke in vier Bänden. Deutscher Klassiker Verlag, 1998, ISBN 978-3618641537.
- Gabriele Radecke (Hrsg.): Theodor Storm – Theodor Fontane: Briefwechsel. Kritische Ausgabe (Storm – Briefwechsel). Erich Schmidt, ISBN 978-3503122806.
- Christian Demandt, Philipp Theison (Hrsg.): Storm Handbuch. Leben – Werk – Wirkung. J.B. Metzler, ISBN 9783476026231.